# Vampiro (wrestler)
Ian Richard Hodgkinson, meglio conosciuto con il ring name Vampiro (Thunder Bay, 31 maggio 1967), è un wrestler, commentatore televisivo e musicista canadese.
È stato sotto contratto con Lucha Underground, dove ha ricoperto il ruolo di commentatore.
Hodgkinson è la prima voce della band punk-gothic dei Droch Fhoula ed è parte dell'associazione no-profit Guardian Angels.

## Carriera

### Gli inizi
Vampiro iniziò la sua avventura nel mondo del wrestling agli inizi degli anni novanta in Messico, conquistando in breve tempo il favore del pubblico; il suo debutto avvenne il 13 febbraio 1991 quando, in coppia con Pierroth Jr., sconfisse Mogur e Huracan Sevilla. L'8 settembre partecipò al "CMLL 58th Anniversary Show" lottando assieme a Octagón, Atlantis, El Rayo del Jalisco Jr. e Konnan contro Cien Caras, Masacara Ano 2000, Javier Cruz, Pierroth Jr. e Perro Aguayo, vincendo il match.
Il 18 settembre 1992 lottò insieme a Ultimo Dragon e The Love Machine in occasione del "CMLL 59th Anniversary Show" sconfiggendo Negro Casas, Pirata Morgan e Black Magic.
Conquistò il primo titolo della sua carriera (l'UWA World Heavyweight Championship) il 31 gennaio 1993 sconfiggendo El Canek ed il 10 ottobre dello stesso anno partecipò al "CMLL 60th Anniversary Show" lottando con Pegasus Kid e King Haku contro Mocho Cota, Pierroth Jr. e Black Magic portando nuovamente a casa la vittoria.
Il 15 gennaio 1994 prese parte al "CMLL 1st Annual Grand Prix Tournament" uscendo sconfitto dal primo match contro Yamato. Sempre nel 1994 disputò anche alcuni match in Giappone nel corso di "WAR vs NJPW": il 17 luglio, a Tokyo, in tag con Warlord e Lionheart perse contro Genichiro Tenryu, Atsushi Onita e Bam Bam Bigelow. Il 4 dicembre venne sconfitto da quest'ultimo.
Il 7 luglio 1995, nel corso del "CMLL 2nd Annual Grand Prix Tournament", uscì vittorioso dai match contro Leatherface, El Boricua e Dos Caras, ma perse in finale contro Headhunter A.
Il 7 luglio 1996, in occasione del tour in Messico della Michinoku Pro Wrestling, sconfisse Black Warrior, Satanico e Violencia lottando assieme a Tiger Mask IV e Lizmark.

### World Championship Wrestling
Nel 1997 Terry Taylor vide alcune foto di Vampiro su alcune riviste e riuscì a rimediare una videocassetta, restando favorevolmente impressionato dal wrestler; intorno al mese di giugno del 1998 Vampiro passò quindi alla World Championship Wrestling.
Il 30 giugno Vampiro debuttò a Nitro sconfiggendo Brad Armstrong, ma la sua permanenza nella federazione di Atlanta divenne subito complicata a causa dei contrasti con Konnan, il quale non perdeva occasione di metterlo in cattiva luce agli occhi delle dirigenza; per diversi mesi, Ian disputò solo dark match e prese parte esclusivamente agli house show.
All'inizio del 1999 tornò sugli schermi di Nitro, venendo sconfitto da Juventud Guerrera.
La sua prima sfida importante lo vide contrapposto proprio a Konnan e nel match disputato durante la puntata di Nitro del 12 luglio venne squalificato per aver colpito l'avversario con una sedia. Nel rematch del 19 luglio rimediò una seconda sconfitta per squalifica a causa dell'interferenza degli Insane Clown Posse (Violent J e Shaggy 2 Dope), al loro debutto nella federazione; anche la sfida contro Rey Misterio, alleato di Konnan, del 26 luglio avrebbe potuto prendere la stessa piega, ma l'intervento di Eddie Guerrero (anch'egli alleato di Konnan) impedì agli ICP di interferire nel match.
Il 2 agosto a Nitro sconfisse Eddie Guerrero grazie al provvidenziale aiuto degli Insane Clown Posse e a Raven; i quattro diedero vita alla stable dei Dead Pool: sin dalla fondazione, l'obiettivo del gruppo fu quello di umiliare i Filthy Animals, gruppo di cui Konnan era leader.
Dopo una serie di incontri che videro i membri dei Dead Pool scontrarsi con i Filthy Animals, gli equilibri all'interno del gruppo di Vampiro cambiarono in maniera drastica: Scott Levy, colui che interpreta la gimmick di Raven, stanco del suo ruolo di secondo piano nella WCW, lasciò la federazione per approdare alla Extreme Championship Wrestling. Vampiro ottenne così la leadership dei Dead Pool: ciò segnò una svolta importantissima per il suo personaggio, che divenne rapidamente molto più popolare; acquistò inoltre nuovi "poteri" (tra cui la capacità di far cadere in trance l'avversario) e iniziò ad assicurarsi i favori di molti wrestlers interferendo nei loro match e aiutandoli a vincere.
Il successivo approdo di Ed Ferrara e Vince Russo a capo del booking team della WCW non portò bene a Vampiro, tanto è vero che iniziarono a verificarsi attriti con la dirigenza, che era intenzionata a ridurre il suo ingaggio; la punizione per questo braccio di ferro fu un'umiliante sconfitta rimediata contro l'allora Cruiserweight Champion Disco Inferno avvenuta il 18 ottobre a Nitro in un match durato meno di un minuto. La gimmick di Vampiro ne uscì estremamente ridimensionata agli occhi del pubblico.
Il 1º novembre partecipò ad un torneo valido per il WCW World Heavyweight Championship, sconfiggendo Berlyn al primo turno grazie all'intervento dei Misfits. Vampiro decise di far entrare i Misfits nei Dead Pool e ciò coincise con l'addio degli Insane Clown Posse, impegnati con la loro carriera musicale. La corsa di Vampiro si arrestò però al secondo turno. Ebbe quindi inizio una faida contro Berlyn che si risolse in un match svoltosi nel corso del pay-per-view Mayhem del 21 novembre: Vampiro riuscì ad avere la meglio su Berlyn e nella successiva puntata di Nitro sconfisse la sua guardia del corpo The Wall.
Il 27 dicembre a Nitro partecipò assieme a Evan Karagias al "Lethal Lottery World Tag Team Championship Tournament", venendo eliminato al primo turno da David Flair e Crowbar. Nelle settimane successive Vampiro riuscì a vendicarsi del torto subìto sconfiggendo a più riprese i due.
Il 23 febbraio del 2000 vinse un match contro Ric Flair per reverse decision, in quanto lo schienamento messo a segno dal Nature Boy venne dichiarato non valido perché favorito dall'interferenza di Lex Luger.
Nelle settimane successive a Nitro tentò senza successo un assalto allo United States Championship detenuto da Jeff Jarrett.
Il 19 marzo, al PPV Uncensored, vinse contro Fit Finlay un Falls Count Anywhere match e più tardi, nel corso della serata, soccorse Sting alle prese con Lex Luger, regalandogli la vittoria e stringendo con lui un'importante alleanza.
Il 10 aprile Vampiro, entrato a far parte del gruppo dei New Blood fondato da Vince Russo e in cui si erano riuniti i wrestlers della nuova generazione, voltò le spalle a Sting, una delle colonne portanti della vecchia generazione sostenuta da Eric Bischoff, perché temeva di essere messo in ombra dalla sua fama: ebbe quindi ufficialmente inizio il feud tra i due. Durante un match contro DDP lo costrinse alla sconfitta eseguendo su di lui la Nail in the Coffin. In seguito, grazie al determinante intervento di Vampiro, Scott Steiner riuscì ad avere la meglio e ad aggiudicarsi il torneo valido per lo United States Championship.
La rivalità tra i due proseguì a ritmi elevati e i match e gli attacchi incrociati si susseguirono senza sosta. Nella puntata di Nitro dell'8 maggio, Vampiro attaccò Sting nel corso del match di quest'ultimo contro l'allora World Heavyweight Champion Jeff Jarrett, impedendogli così di conquistare la cintura; la settimana successiva Vampiro riuscì ad avere la meglio su Hulk Hogan approfittando dell'intervento di Billy Kidman.
L'11 giugno, al pay-per-view The Great American Bash, Vampiro sconfisse Sting al termine di un cruento Human Torch match, dandogli fuoco e scaraventandolo giù dalla sommità del Nitrotron.
Il 18 luglio a Nitro partecipò al torneo per l'assegnazione dello U.S. Championship e venne eliminato al primo turno da Great Muta; Vampiro venne poi nuovamente affiancato dagli Insane Clown Posse. In seguito nacque la stable dei Dark Carnival, nella quale confluirono Vampiro, gli Insane Clown Posse, Great Muta e The Demon.
Vampiro e Muta iniziarono a combattere alcuni match in coppia. Dopo alcune vittorie ed altrettante sconfitte, nel corso del pay-per-view New Blood Rising riuscirono a strappare la cinture di World Tag Team Championship ai KroniK. Il loro regno da campioni fu molto breve, poiché il giorno dopo a Nitro persero il titolo in favore di Rey Mysterio e Juventud Guerrera.
La rivalità con Sting non accennò a chiudersi e i due continuarono a sfidarsi in diversi match dai risultati altalenanti. Il 17 settembre, a Fall Brawl, affrontò Muta e Sting in un Triangle match; fu quest'ultimo ad uscirne vincitore, sfruttando i dissapori sorti tra i due membri dei Dark Carnival durante il match: alla fine dell'incontro la rottura divenne definitiva con l'aggressione ai danni di Muta da parte degli Insane Clown Posse.
Ad Halloween Havoc del 29 ottobre venne sconfitto da Mike Awesome. Vampiro riportò un grave infortunio al collo e nel mese di novembre decise di chiudere i rapporti con la WCW, anche a causa delle numerose complicazioni post infortunio.

### Circuito indipendente (2001-2003)
Nel 2001, sette mesi dopo l'incidente di Halloween Havoc, Vampiro tornò a lottare in diverse federazioni indipendenti come la XPW o la messicana EMLL. Nell'estate dello stesso anno si recò in Giappone per lottare nella AJPW. Dopo aver disputato diversi incontri in tag team o in gruppo affiancato quasi sempre a wrestler diversi, intorno alla fine di novembre formò un tag team stabile con George Hines; tra i match disputati dai due spicca quello del 2 dicembre contro Keiji Muto e Taiyo Kea, terminato in parità per il raggiungimento del tempo limite di 30 minuti.
Vampiro tentò anche l'avventura nella neonata X Wrestling Federation di Jimmy Hart e il 13 novembre, nel corso delle registrazioni televisive dello show di inaugurazione, sconfisse Curt Hennig nel suo primo match e perse in coppia con Buff Bagwell contro British Storm e lo stesso Henning nel secondo.
Il 4 e il 5 maggio del 2002 partecipò a due show della caraibica World Wrestling Council della famiglia Colon: il primo giorno perse per squalifica con Ray Gonzales, nella giornata successiva riuscì a sconfiggerlo.
Il 16 giugno lottò nel torneo per l'assegnazione dell'MLW World Championship nell'evento Genesis, show inaugurale della federazione: al primo turno sconfisse Christopher Daniels e al secondo pareggiò con Tayo Kea. Si ritrovò così in finale contro Tayo Kea e Shane Douglas, ma non riuscì a vincere il titolo.
Continuò a lottare per diverse federazioni tra Messico e Stati Uniti, senza però raggiungere risultati degni di nota.
Il 9 febbraio 2003, a Città del Messico, sconfisse Tarzan Boy conquistando l'NWA Light Heavyweight Championship.
Il 12 luglio, a Porto Rico, nel corso di uno show della IWA-PR sconfisse Ricky Banderas conquistando l'IWA Hardcore Championship; mentre stava abbandonando il ring venne aggredito da Slash Venom: Banderas ne approfittò così per schierarlo e riprendersi il titolo. Per tale cintura infatti vale la regola 24/7 (il titolo va difeso ventiquattro ore su ventiquattro, sette giorni su sette, qualunque sia l'occasione o lo sfidante). Qualche mese dopo riconquistò la cintura una seconda e una terza volta.

### Total Nonstop Action Wrestling (2003)
Il 17 settembre debuttò a sorpresa in Total Nonstop Action Wrestling interferendo ai danni di Raven in un Hair vs Hair match contro Shane Douglas, unendosi alla stable dei New Church. Combatté in alcuni show e pay-per-view senza tuttavia mai raggiungere il main event. Nella sua ultima apparizione in un pay-per-view, il 29 ottobre Vampiro subì una dura sconfitta per mano di Raven. Nel frattempo, continuò il cambio di mani della cintura Hardcore della IWA.

### Ritorno nel circuito indipendente (2003-2014)
Nel 2004 prese parte a molte delle date del tour della Nu-Wrestling Evolution in giro per l'Italia e, già a partire da questo anno, è stato parte di diverse federazioni indipendenti, tra cui la XPW, la messicana AAA, la WSX e la JCW.

### Lucha Underground (2014-2018)
Il 5 settembre 2014 viene annunciato che Vampiro ha firmato un contratto con la Lucha Underground per ricoprire il ruolo di color commentator per le trasmissioni in inglese e spagnolo. Il 19 aprile combatte inoltre contro Pentàgon Jr. venendo sconfitto.

## Curiosità
- Durante le sue interviste ha spesso rilasciato dure dichiarazioni nei confronti della politica del backstage e dell'uso di steroidi, antidolorifici e droghe, di cui ha ammesso senza problemi di aver fatto uso in passato per migliorare le sue prestazioni o per sopportare il dolore causato dagli infortuni. Parlando degli steroidi ha raccontato di aver smesso di assumerli perché impressionato dagli effetti che avevano sul suo fisico; in particolare affermò: "Se osservando un wrestler vi viene il dubbio che sia ricorso a qualche sostanza per incrementare la sua massa muscolare, state pur certi che lo ha fatto sicuramente".[senza fonte]
- L'odio tra lui e Konnan risale ai primi anni novanta, quando entrambi lottavano nella EMLL ed erano considerati le principali stelle del panorama messicano. La reciproca antipatia e invidia si trasformò presto in odio quando Konnan accettò un ruolo in una famosa soap opera rifiutato in precedenza da Vampiro senza però riuscire a sminuire la fama del rivale. Le cose peggiorarono ulteriormente nel momento in cui Konnan lasciò la EMLL per l'Asistencia Asesoría y Administración e il risentimento trovò un palcoscenico ideale nella concorrenza tra le due federazioni: quando Vampiro andò a Los Angeles per lottare in uno show della AAA contro Konnan, entrambi si rifiutarono di salire sul ring. Le tensioni continuarono in WCW: quando Vampiro firmò con la federazione di Atlanta, Konnan, molto influente nel backstage, cercò di ostacolarlo in tutti i modi raccontando alla dirigenza che non rispettava gli orari e le scadenze, che era solito pretendere continuamente più denaro e che si dimostrava spesso poco professionale sul ring. Vampiro ha ritenuto Konnan direttamente responsabile del mediocre sfruttamento del suo personaggio nel primo anno di militanza nella federazione di Atlanta. I due si sono poi ritrovati a lavorare insieme alla TNA, ma dalle ultime dichiarazioni pare che le loro divergenze siano state definitivamente appianate.[senza fonte]
- Nel 1984 iniziò a giocare con i Kingston, una squadra dell'Ontario Hockey League, ma non portò a termine la stagione.[senza fonte]
- Quando lasciò il Canada si trasferì per qualche tempo a Hollywood, dove ha lavorato come guardia del corpo per i Rolling Stones, Milli Vanilli e i Guns N' Roses oltre a svolgere mansioni di security in molti celebri locali.[senza fonte]
- Un'altra ragione dei suoi problemi nella WCW è stato il passaggio alla World Wrestling Federation di Terry Taylor per forti contrasti con la dirigenza; Taylor era di fatto il suo più acceso sostenitore e si era battuto contro la diffidenza di molti per riuscire a metterlo sotto contratto.[senza fonte]
- Per il suo personaggio si è ispirato a Lestat, il vampiro protagonista di alcuni libri di Anne Rice, da cui è stato tratto anche il film Intervista col Vampiro.
- Una delle clausole del contratto con la WCW prevedeva il divieto assoluto di modificare in alcun modo il suo nome o la sua immagine.[senza fonte]
- Ha collaborato a diversi progetti musicali sia con gli Insane Clown Posse che con i Misfits: dopo il wrestling, suonare la chitarra e arrangiare canzoni sono infatti le sue più grandi passioni.
- Prima che George Romero abbandonasse il progetto del film basato sul videogioco Resident Evil, c'erano stati dei contatti per una sua apparizione nella pellicola insieme ai Misfits.[senza fonte]

## Titoli e riconoscimenti
Asistencia Asesoría y Administración
- Rey de Reyes (2006)

Consejo Mundial de Lucha Libre
- NWA World Light Heavyweight Championship (1)1

Federación Internacional de Lucha Libre
- FILL Heavyweight Championship (1)

International Wrestling Association
- IWA Hardcore Championship (3)
- IWA Intercontinental Heavyweight Championship (1)

Juggalo Championship Wrestling
- JCW Heavyweight Championship (2)

Nu-Wrestling Evolution
- NWE Heavyweight Championship (1)

Universal Wrestling Association
- UWA World Heavyweight Championship (1)

World Wrestling Council
- WWC Universal Heavyweight Championship (1)

Wrestling Society X
- WSX Championship (1)

Pro Wrestling Illustrated
- 31º tra i 500 migliori wrestler singoli nella "PWI 500" (2000)
- 216º tra i 500 migliori wrestler singoli nella "PWI Years" (2003)

World Championship Wrestling
- WCW World Tag Team Championship (1 - con The Great Muta)

1Titolo posseduto dalla CMLL e non più riconosciuto dalla NWA